# SOLDIER OF FORTUNE
『SOLDIER OF FORTUNE』（ソルジャー・オブ・フォーチュン）とは、日本のヘヴィメタルバンド、LOUDNESSの8枚目（英語版、日本語版、リミックス版も含めると11枚目）のスタジオ・アルバム及び、同アルバムの表題曲である。1989年9月17日に発売された。発売元はワーナーミュージック・ジャパン。
2002年2月14日には、第2期以降の他のアルバムと一緒に廉価盤がリリースされた。その際、帯と歌詞カード、レーベル面のデザインが変更されている。2009年12月23日にSHM-CD仕様の24ビットデジタルリマスター盤が発売された。	2020年9月23日には、発売30周年を記念したリマスター盤『SOLDIER OF FORTUNE 30th ANNIVERSARY LIMITED EDITION』が発売された。

## 内容
1988年12月に脱退したヴォーカリスト二井原実の後任としてアメリカ合衆国出身のマイク・ヴェセーラが加入した、第2期LOUDNESSで発表した最初のスタジオ・アルバムである。今まで作詞を手掛けてきた二井原の脱退に伴い、本作の作詞は「LOUDNESS」名義となっている。
なお、二井原が脱退前に今作の収録曲を歌ったデモ音源が存在しており、2018年12月26日発売された『JEALOUSY 30th ANNIVERSARY Limited Edition』に「YOU SHOOK ME」「DANGER OF LOVE」「RUNNING FOR COVER」「DEMON DISEASE」の4曲が収録された。

## 収録曲
1. SOLDIER OF FORTUNE (3:54)
  - このアルバムの表題曲。
  - 曲名の「SOLDIER OF FORTUNE」とは、「傭兵」「冒険家」などを意味する英語の口語表現であるが[2]、CDのブックレットに記載されている和訳では「風雲児」と訳されている。
  - 2001年12月21日に発売されたベスト・アルバム『RE-MASTERPIECES THE BEST OF LOUDNESS』には、第5期[注釈 1]のメンバーで再録されたヴァージョンが収録された。
2. YOU SHOOK ME (4:43)
  - 同年8月10日発売の11枚目のシングル「YOU SHOOK ME」の表題曲。
  - 1996年7月25日発売のベスト・アルバム『MASTERS OF LOUDNESS』にも収録されている。
3. DANGER OF LOVE (5:02)
4. TWENTY-FIVE DAYS FROM HOME (4:21)
5. RED LIGHT SHOOTER (4:50)
6. RUNNING FOR COVER (4:21)
7. LOST WITHOUT YOUR LOVE (4:56)
8. FACES IN THE FIRE (4:06)
  - 同年8月10日発売の11枚目のシングル「YOU SHOOK ME」のカップリング曲。
9. LONG AFTER MIDNIGHT (4:38)
10. DEMON DISEASE (4:36)
  - 1996年7月25日発売のベスト・アルバム『MASTERS OF LOUDNESS』にも収録されている。

## 参加ミュージシャン
- 高崎晃：ギター、作詞、作曲、編曲
- マイク・ヴェセーラ：ヴォーカル
- 山下昌良：ベース
- 樋口宗孝：ドラム
- Claude Schnell：キーボード

## チャート成績
オリコンチャートおいて、週間順位18位、チャート登場回数5週をそれぞれ記録。「30th ANNIVERSARY LIMITED EDITION」は週間順位38位、チャート登場回数1週をそれぞれ記録。

## カバー
- IRON ATTACK!
  - 「SOLDIER OF FORTUNE」をカバー。2022年4月21日に自身のYouTubeチャンネル［IRON ATTACK! Official」にミュージック・ビデオを投稿[4][5]。